# Хаберер, Яник
Я́ник Ха́берер (нем. Janik Haberer; род. 2 апреля 1994, Ванген-им-Алльгой, Баден-Вюртемберг) — немецкий футболист, центральный полузащитник клуба «Унион» (Берлин).

## Клубная карьера
В 2011 году перешёл в «Унтерхахинг», где играл сначала в молодёжных командах. Впервые вышел в составе основной команды 4 февраля 2012 года на матч против «Хемница» в рамках сезона 2011/12 Третьей Бундеслиги; в последнем матче того же сезона забил свой первый гол за основу «Унтерхахинга».
Во время зимнего перерыва в чемпионате сезона 2014/15 перешёл в клуб Бундеслиги «Хоффенхайм», подписав контракт сроком до 2018 года. Но свой первый сезон Хаберер провёл только во второй команде клуба, выступавшей в четвёртом дивизионе «Юго-Запад». Чтобы иметь практику на более высоком уровне, был отдан в аренду клубу Второй Бундеслиги «Бохум».
В сезоне 2016/17 перешёл в как раз вернувшийся в Бундеслигу «Фрайбург». Дебютировал за новый клуб в 13-м туре в матче против леверкузенского «Байера».
9 мая 2022 года подписал контракт с клубом «Унион».

## Достижения
- Чемпион Европы среди молодёжных команд: 2017